# Frederik Anton van Schwarzburg-Rudolstadt
Frederik Anton van Schwarzburg-Rudolstadt (Rudolstadt, 14 augustus 1692 - Rudolstadt, 1 september 1744) was vorst van Schwarzburg-Rudolstadt van 1718 tot 1744. Hij was een zoon van vorst Lodewijk Frederik I en hertogin Anna Sofia.van Saksen-Gotha-Altenburg.
Frederik Anton huwde tweemaal. Op 8 oktober 1720 trouwde hij in Saalfeld met hertogin Sofia Wilhelmina van Saksen-Saalfeld (Saalfeld, 9 augustus 1690 - Rudolstadt, 4 december 1727), een dochter van hertog Johan Ernst en gravin Charlotte Johanna van Waldeck-Wildungen. Uit dit huwelijk werden drie kinderen geboren van wie er twee hun jeugd overleefden:
- Johan Frederik (1721 - 1767)
- Sofia Albertine (Rudolstadt, 30 juli 1724 – Rudolstadt, 5 april 1799)

Op 31 december 1729 trad hij te Stadtilm in het huwelijk met prinses Christina Sofia van Oost-Friesland (Bayreuth, 16 maart 1688 – Rudolstadt, 31 maart 1750), dochter van vorst Christiaan Everhard. Dit huwelijk bleef kinderloos.